# Volker Heinemann
Volker Heinemann (* 10. November 1956) ist ein deutscher Hämatologe/Onkologe und Professor an der LMU in München. Er ist Direktor des Comprehensive Cancer Center (CCC) des LMU Klinikums in München.

## Leben und Werdegang
Heinemann studierte von 1976 bis 1982 Medizin an der Ludwig-Maximilians-Universität (LMU) in München und erhielt am 27. Januar 1983 seine Approbation. Zwischen 1985 und 1988 erweiterte er im Rahmen eines Postdoc-Stipendiums seine wissenschaftliche Ausbildung am M. D. Anderson Cancer Center, Abteilung für Molekulare Pharmakologie bei W. Plunkett, an der Universität Texas (USA).
1987 promovierte Heinemann an der LMU. 1996 legte er die Facharztprüfung für Innere Medizin ab und habilitierte sich an der LMU. 1997 legte er eine weitere Facharztprüfung im Bereich Hämatologie und Onkologie ab.
2005 wurde er von der LMU zum Professor für Medizinische Onkologie ernannt. Im selben Jahr legte er die Prüfung der European Society For Medical Oncology (ESMO) ab.
Seit Dezember 2013 ist Heinemann Direktor des CCC München; von 2018 bis 2022 außerdem stellvertretender Direktor der Medizinischen Klinik und Poliklinik III (Hämatologie, Onkologie) am LMU Klinikum.

## Mitgliedschaften und wissenschaftliches Engagement
Heinemann ist Mitglied der Deutschen Krebsgesellschaft sowie der AIO (Arbeitsgruppe Internistische Onkologie). Von 2013 bis 2019 war er Vorsitzender der AIO.
Weiterhin ist er Mitglied der American Society of Clinical Oncology (ASCO), der European Society of Medical Oncology (ESMO), der Deutschen Gesellschaft für Hämatologie und Medizinische Onkologie und des Tumorzentrums München.
Er leitet die Arbeitsgruppe Onkologie an der Medizinischen Klinik und Poliklinik III (Schwerpunkte Hämatologie und Onkologie) am LMU Klinikum und ist seit Mai 2023 Vorsitzender des Tumorzentrums München (TZM).
Heinemann ist seit September 2024 Präsident der Bayerischen Krebsgesellschaft e.V.
Beim European Journal of Cancer ist er Mitherausgeber (Co-Editor) für den Bereich GI-Onkologie.
Beteiligung an Leitlinien: S3-Leitlinie Pankreaskarzinom, S3-Leitlinie Kolorektales Karzinom, S3-Leitlinie Neuroendokrine Tumoren.
Volker Heinemann ist Mitveranstalter der regelmäßigen Patiententage des Tumorzentrums München, die sich direkt an Tumorpatienten richten.

## Auszeichnungen
Im Jahr 2013 erhielt Heinemann den Deutschen Krebspreis.

## Veröffentlichungen (Auswahl)
Volker Heinemann hat mehrere hundert Arbeiten im Bereich Onkologie mit den Schwerpunkten klinische Onkologie, Metastasen, Biomarker, Molekulare Onkologie und Krebsdiagnose veröffentlicht.
- D. Zhang, K. Dorman, C. B. Westphalen, M. Haas, S. Ormanns, J. Neumann, M. Seidensticker, J. Ricke, E. N. De Toni, F. Klauschen, H. Algül, T. Reisländer, S. Boeck, V. Heinemann V.: Unresectable biliary tract cancer: Current and future systemic therapy. In: Eur J Cancer. Band 203, Mai 2024, S. 114046, doi:10.1016/j.ejca.2024.114046, PMID 38626513.
- Sebastian Stintzing, Kathrin Heinrich, David Tougeron, Dominik Paul Modest, Ingo Schwaner, Jan Eucker, Rudolf Pihusch, Martina Stauch, Florian Kaiser, Christoph Kahl, Meinolf Karthaus, Christian Müller, Christof Burkart, Anke Reinacher-Schick, Stefan Kasper-Virchow, Ludwig Fischer von Weikersthal, Beate Krammer-Steiner, Gerald Wolfgang Prager, Julien Taieb, Volker Heinemann: FOLFOXIRI Plus Cetuximab or Bevacizumab as First-Line Treatment of BRAFV600E-Mutant Metastatic Colorectal Cancer: The Randomized Phase II FIRE-4.5 (AIO KRK0116) Study. In: Journal of clinical oncology. Band 41, Nr. 25, 1. September 2023, ISSN 1527-7755, S. 4143–4153, doi:10.1200/jco.22.01420, PMID 37352476 (europepmc.org [abgerufen am 14. November 2024]).
- A. L. Illert, A. Stenzinger, M. Bitzer, P. Horak, V. I. Gaidzik, Y. Möller, J. Beha, Ö Öner, F. Schmitt, S. Laßmann, S. Ossowski, C. P. Schaaf, M. Hallek, T. H. Brümmendorf, P. Albers, T. Fehm, P. Brossart, H. Glimm, D. Schadendorf, A. Bleckmann, C. H. Brandts, I. Esposito, E. Mack, C. Peters, C. Bokemeyer, S. Fröhling, T. Kindler, H. Algül, V. Heinemann, H. Döhner, R. Bargou, V. Ellenrieder, P. Hillemanns, F. Lordick, A. Hochhaus, M. W. Beckmann, T. Pukrop, M. Trepel, L. Sundmacher, S. Wesselmann, G. Nettekoven, F. Kohlhuber, O. Heinze, J. Budczies, M. Werner, K. Nikolaou, A. J. Beer, G. Tabatabai, W. Weichert, U. Keilholz, M. Boerries, O. Kohlbacher, J. Duyster, R. Thimme, T. Seufferlein, P. Schirmacher, N. P. Malek: The German Network for Personalized Medicine to enhance patient care and translational research. In: Nature Medicine. Band 29, Nr. 6, Juni 2023, ISSN 1546-170X, S. 1298–1301, doi:10.1038/s41591-023-02354-z (nature.com [abgerufen am 14. November 2024]).
- Volker Kunzmann, Jens T Siveke, Hana Algül, Eray Goekkurt, Gabriele Siegler, Uwe Martens, Dirk Waldschmidt, Uwe Pelzer, Martin Fuchs, Frank Kullmann, Stefan Boeck, Thomas J Ettrich, Swantje Held, Ralph Keller, Ingo Klein, Christoph-Thomas Germer, Hubert Stein, Helmut Friess, Marcus Bahra, Ralf Jakobs, Ingo Hartlapp, Volker Heinemann, Elke Hennes, Udo Lindig, Thomas Geer, Michael Stahl, Metin Senkal, Thomas Südhoff, Matthias Egger, Christoph Kahl, Christina Große-Thie, Marcel Reiser, Stefan Mahlmann, Peter Fix, Holger Schulz, Georg Maschmeyer, Wolfgang Blau: Nab-paclitaxel plus gemcitabine versus nab-paclitaxel plus gemcitabine followed by FOLFIRINOX induction chemotherapy in locally advanced pancreatic cancer (NEOLAP-AIO-PAK-0113): a multicentre, randomised, phase 2 trial. In: The Lancet Gastroenterology & Hepatology. Band 6, Nr. 2, Februar 2021, S. 128–138, doi:10.1016/S2468-1253(20)30330-7 (elsevier.com [abgerufen am 15. November 2024]).
- Dominik Paul Modest, Ludwig Fischer von Weikersthal, Thomas Decker, Ursula Vehling-Kaiser, Jens Uhlig, Michael Schenk, Jens Freiberg-Richter, Bettina Peuser, Claudio Denzlinger, Christina Peveling genannt Reddemann, Ullrich Graeven, Gunter Schuch, Ingo Schwaner, Arndt Stahler, Andreas Jung, Thomas Kirchner, Swantje Held, Sebastian Stintzing, Clemens Giessen-Jung, Volker Heinemann, on behalf of XELAVIRI/AIO KRK0110 Investigators: Sequential Versus Combination Therapy of Metastatic Colorectal Cancer Using Fluoropyrimidines, Irinotecan, and Bevacizumab: A Randomized, Controlled Study—XELAVIRI (AIO KRK0110). In: Journal of Clinical Oncology. Band 37, Nr. 1, 1. Januar 2019, ISSN 0732-183X, S. 22–32, doi:10.1200/JCO.18.00052 (ascopubs.org [abgerufen am 15. November 2024]).
- Volker Heinemann, Ludwig Fischer von Weikersthal, Thomas Decker, Alexander Kiani, Ursula Vehling-Kaiser, Salah-Eddin Al-Batran, Tobias Heintges, Christian Lerchenmüller, Christoph Kahl, Gernot Seipelt, Frank Kullmann, Martina Stauch, Werner Scheithauer, Jörg Hielscher, Michael Scholz, Sebastian Müller, Hartmut Link, Norbert Niederle, Andreas Rost, Heinz-Gert Höffkes, Markus Moehler, Reinhard U. Lindig, Dominik P. Modest, Lisa Rossius, Thomas Kirchner, Andreas Jung, Sebastian Stintzing: FOLFIRI plus cetuximab versus FOLFIRI plus bevacizumab as first-line treatment for patients with metastatic colorectal cancer (FIRE-3): a randomised, open-label, phase 3 trial. In: The Lancet. Oncology. Band 15, Nr. 10, September 2014, ISSN 1474-5488, S. 1065–1075, doi:10.1016/S1470-2045(14)70330-4, PMID 25088940.